# Lussazione
Una lussazione è uno spostamento permanente delle superfici articolari l'una rispetto all'altra.
La lussazione è detta "completa" se la perdita dei rapporti fra le due superfici è totale, quando invece resta un contatto parziale, si parla di "lussazione incompleta" o di "sublussazione".

## Eziologia
- Traumatica: in seguito a un trauma violento che sposta le estremità delle ossa.
- Congenita: legate ad una malformazione delle estremità ossee (anca per esempio).
- Degenerativa (patologica): legate a lesioni capsulo-legamentose (come nella mano della poliartrite reumatoide).

Le lussazioni traumatiche includono:
- le lussazioni recenti, dove le lesioni capsulo-legamentose s'associano a lesioni delle parti molli e devono essere ridotte d'urgenza;
- le lussazioni recidivanti, che si riproducono per traumi sempre più lievi (spalla, articolazione temporomandibolare).

### Lussazione della spalla

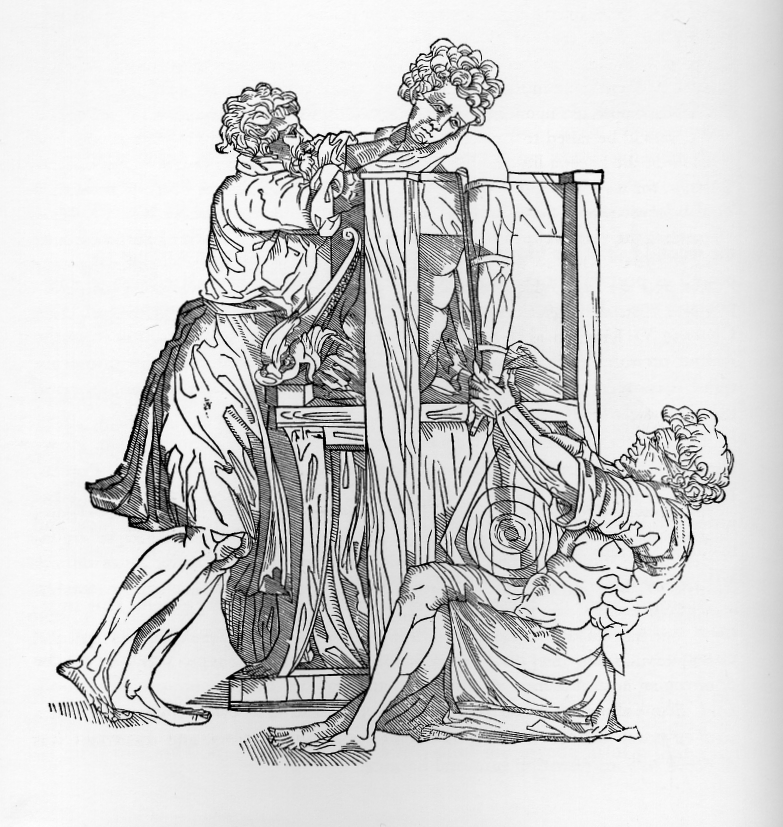
Riduzione ippocratica di una spalla lussata

La lussazione della spalla è la più frequente delle lesioni traumatiche. La sua prognosi è abitualmente favorevole. La lussazione antero-interna è la più frequente.

#### Clinica
In seguito ad una caduta sulla mano, col braccio in abduzione ed in rotazione esterna, il paziente, in genere un adulto giovane, avverte un forte dolore e il braccio si presenta flesso e sostenuto dalla mano valida.
Se visitato il paziente presenta:
- appiattimento del moncone della spalla che ha perduto il suo profilo: "segno della spallina" (al quale si aggiunge un "colpo di ascia" sul lato esterno del braccio): il gomito è allontanato dal corpo, il braccio in abduzione; si può con dolcezza ottenere qualche movimento, ma è impossibile riavvicinare il gomito al corpo;
- alla palpazione, si apprezza un vuoto sotto acromiale: la testa omerale lussata non è più palpata sotto l'acromion, ma nell'ascella.

È indispensabile cercare complicazioni di cui il ferito deve essere avvertito:
- complicazione vascolare con il rilevamento del polso;
- soprattutto complicazione nervosa per paralisi del nervo circonflesso, con perdita di sensibilità del moncone della spalla;
- più raramente lesione del plesso brachiale.

#### Diagnosi

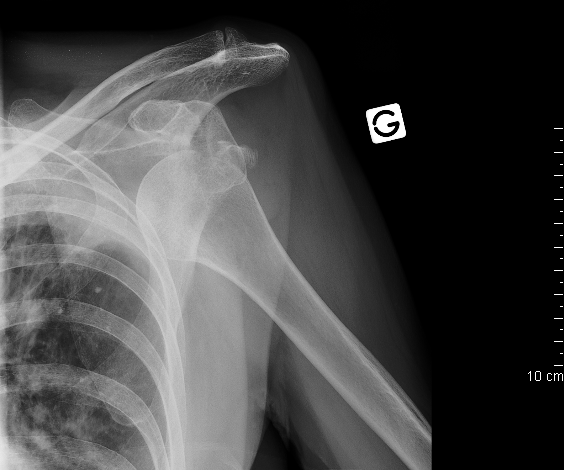
Lussazione della spalla: radiografia

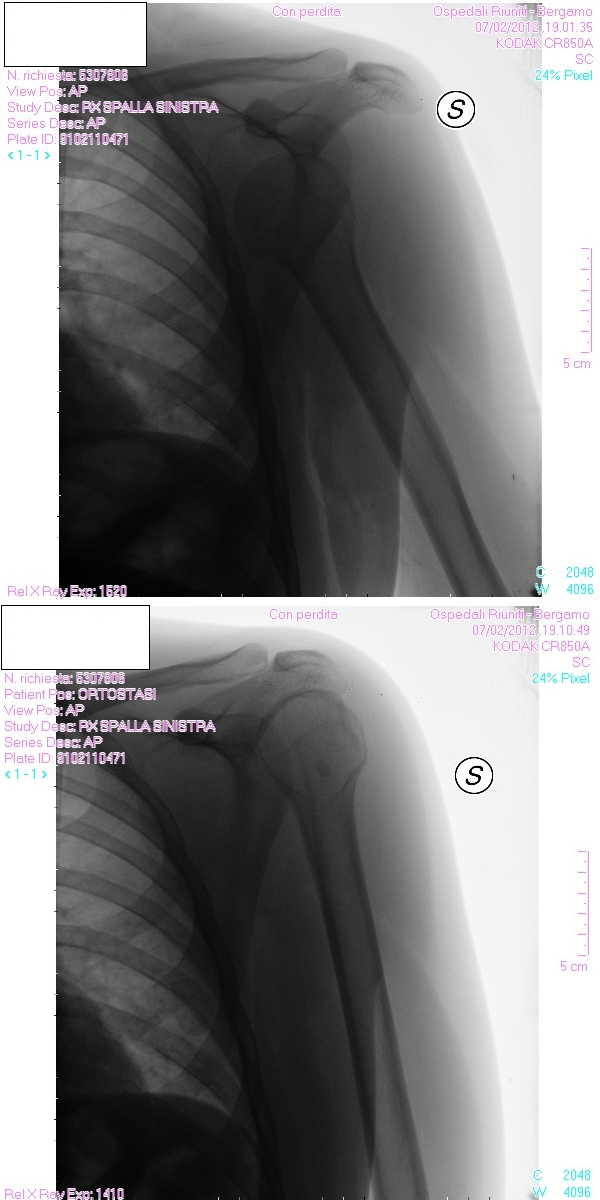
Radiografia di una spalla lussata prima e dopo la riduzione

Le radiografie confermano l'impressione clinica e rilevano un'eventuale frattura della grande tuberosità della stessa testa omerale.

#### Evoluzione
L'evoluzione di una lussazione della spalla trattata correttamente è più delle volte favorevole, grazie a una rieducazione attiva assidua, le possibili complicazioni sono di due tipi:

##### Complicazioni immediate
- paralisi del nervo circonflesso, spesso reversibile, ma la cui persistenza minaccia i movimenti di abduzione della spalla;
- lesioni del plesso brachiale, rare ma gravissime;
- fratture associate che aggravano la prognosi funzionale e il rischio di complicanza (rigidità articolare, periartrite scapolo-omerale) e modificano il trattamento.

##### Complicazioni tardive
- periartrite scapolo-omerale, dolore e limitazione dei movimenti usuali, come il pettinarsi, vestirsi e svestirsi;
- lussazioni recidivanti, frequenti nei giovani (di età inferiore ai 35 anni), sopraggiungono per dei traumi sempre più lievi e possono causare handicap funzionale che giustifica allora un intervento chirurgico.

#### Terapia
Nelle lussazioni antero-interne senza lesioni ossee associate, il trattamento consiste in una riduzione precoce, sotto anestesia locale poi, sotto controllo radiologico, in una contenzione che immobilizza il gomito al corpo per 2-3 settimane (a seconda dell'età del paziente).
La rieducazione deve escludere (non toccare per 15 giorni) i massaggi e comporta una mobilizzazione attiva e assidua a partire dal 15º giorno.

### Lussazioni abituali della rotula
L'articolazione femoro-patellare non ha stabilità ossea intrinseca durante i primi 20-30° di flessione. La stabilità diventa effettiva solo dopo i 70-80° quando la rotula scivola dentro la scanalatura tra i condili.
La stabilità è assicurata dai muscoli e dai legamenti e, nelle posizioni di flessione più importanti, dalla forma a V della rotula incastrata nella gola femorale.
L'inserzione del tendine rotuleo spesso molto esterna, genera una forte tendenza allo spostamento verso l'esterno della rotula quando il quadricipite si contrae o quando il ginocchio è in totale posizione estesa.
Esistono pure delle displasie dell'articolazione femoro-rotulea. In questi casi le faccette articolari della rotula troppo appiattite, si articolano con i condili femorali che non hanno una scanalatura abbastanza profonda per mantenere la rotula ben centrata. Si instaura una instabilità e la rotula potrà spostarsi facilmente, spesso anche in seguito a minimi traumi o movimenti laterali.

#### Clinica
La prima lussazione avviene di solito in seguito a una banale caduta. La rotula ritorna spesso a posto da sola con uno schiocco doloroso seguito da un versamento di durata variabile.
- Dolore all'inserzione del legamento esterno.
- Inquietudine del paziente quando si spinge la rotula verso l'esterno, ha l'impressione che la rotula si sposti.
- Tendine patellare inclinato verso l'esterno a partire dalla tuberosità anteriore della tibia.
- Possibile posizione verso l'esterno della rotula.

##### Radiografia
- Può essere normale.
- Deformazione della superficie della rotula e del femore (displasia).
- Spostamento della rotula verso l'esterno sulle lastre in posizione assiale e in flessione

#### Terapie
Secondo la gravità del quadro clinico (frequenza di lussazione, ecc.), presenza di segni di displasia (bambino):
- Spostamento dell'inserzione del tendine della rotula verso l'interno.
- Abbassamento dell'inserzione al fine di meglio posizionare la rotula nella scanalatura femorale.
- Ricostruzione dell'apparato estensore. Lo scopo è quello di offrire maggiore stabilità all'articolazione femoro-patellare.